# Macropsychanthus
Macropsychanthus es un género de plantas con flores con seis especies perteneciente a la familia Fabaceae.

## Especies
- Macropsychanthus carolinensis
- Macropsychanthus dolichobotrys
- Macropsychanthus ferrugineus
- Macropsychanthus lauterbachii
- Macropsychanthus mindanaensis
- Macropsychanthus novo-guineensis